# Список умерших в 705 году

## Январь
- 11 января — Иоанн VI — Папа Римский (701—705).

## Март
- 4 марта — Басин — архиепископ Трирский.

## Сентябрь
- 17 сентября — Ламберт Маастрихтский — епископ Маастрихта (668/670—между 698 и 708), святой, священномученик, почитаемый Римско-католической церковью.

## Декабрь
- 16 декабря — У Цзэтянь (81) — китайская императрица (665—705).

## Дата смерти неизвестна или требует уточнения
- Абдул-Малик ибн Марван — 5-й халиф Омейядского халифата.
- Абу Умама аль-Бахили — сподвижник пророка Мухаммада.
- Азза аль-Майла — известная певица (кайна) и композитор из Медины.
- Боза Йоркский — святой, епископ Йоркский (678—686 и 691—705).
- Вараз-Трдат I — князь Алуанка (Кавказской Албании) (681—705).
- Ираклий, брат византийского императора Тиверия III, полководец.
- Ишбара-ябгу — 2-й ябгу Тохаристана (630—661).
- Каллиник I — патриарх Константинопольский (693—705).
- Келлах мак Рогаллайг — король Коннахта (702—705).
- Теодофред, знатный вестгот, герцог; отец последнего правителя Вестготского королевства Родериха.
- Элдфрит, король Нортумбрии (685—704/705).